# Taufik Abdullah
 (octobre 2015).
Si vous disposez d'ouvrages ou d'articles de référence ou si vous connaissez des sites web de qualité traitant du thème abordé ici, merci de compléter l'article en donnant les références utiles à sa vérifiabilité et en les liant à la section « Notes et références ».
Taufik Abdullah, né à Bukittinggi (ouest de Sumatra), est un chercheur en histoire et sciences sociales indonésien.
Après avoir étudié l’histoire de l’Asie du Sud-Est à l’université de Gadia Mada à Yogyakarta, il a obtenu un doctorat à l’Université Cornell pour sa recherche sur les mouvements politiques en Indonésie.
Il est ensuite rentré en Indonésie où il s’est occupé de diriger de l’institut de sciences d'Indonésie (LIPI).
Il s’est consacré à l’histoire locale indonésienne, à la théorie islamique et aux problèmes de développement. Il a ouvert une dimension nouvelle pour les recherches sur l’Islam. Ses études sont appréciées et ont contribué au développement de l’étude historique.

## Publications
Indonesia, 2006
En anglais
- Islam and Society in Southeast Asia, 1987
- Literature and History

## Prix et distinctions
- Prix de la culture asiatique de Fukuoka (1991)
- Award for Distinguished Contributions to Asian Studies (2006)